# Батраченко, Александр Николаевич
Александр Николаевич Батраченко (укр. Олександр Миколайович Батраченко; род. 9 февраля 1981, Запорожье) — украинский футболист, игравший на позиции полузащитника. Мастер спорта международного класса (с 2001 года).

## Биография
Воспитанник Игоря Конотопова. Выступал за команды: «Металлург» из города Запорожье, «Николаев» (аренда), ПФК «Александрия», «Ялос», «Титан» из Армянска, «Крымтеплица». В «Крымтеплице» провёл 19 матчей и забил 1 мяч, также 1 матч в Кубке Украины.
В 2008 году перешёл в «Феникс-Ильичёвец». С марта 2009 года по декабрь 2011 года являлся игроком и капитаном новокаховской «Энергии». В феврале 2011 года вместе с командой стал победителем Кубка Крымтеплицы.
В 2016 году перешёл в запорожский «Металлург», где Александр стал капитаном и исполняющим обязанности главного тренера.

## Карьера в сборной
В 2001 году в составе студенческой сборной выступал на летней Универсиаде в Пекине, где украинская команда завоевала серебряные медали. После победы на универсиаде был награждён званием — мастер спорта международного класса.